# Принц Альберт (пірсинг)

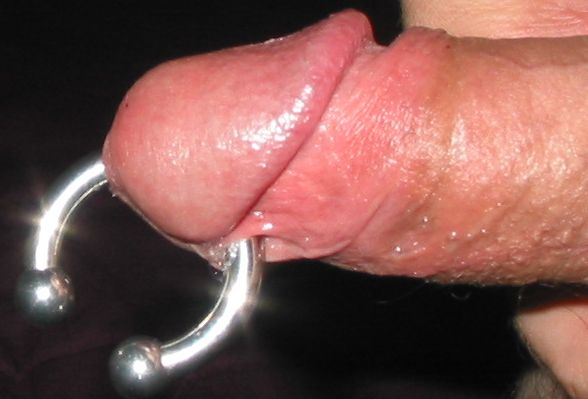
Принц Альберт

При́нц А́льберт — один з найпоширеніших видів чоловічого генітального пірсингу.

## Історія та культура

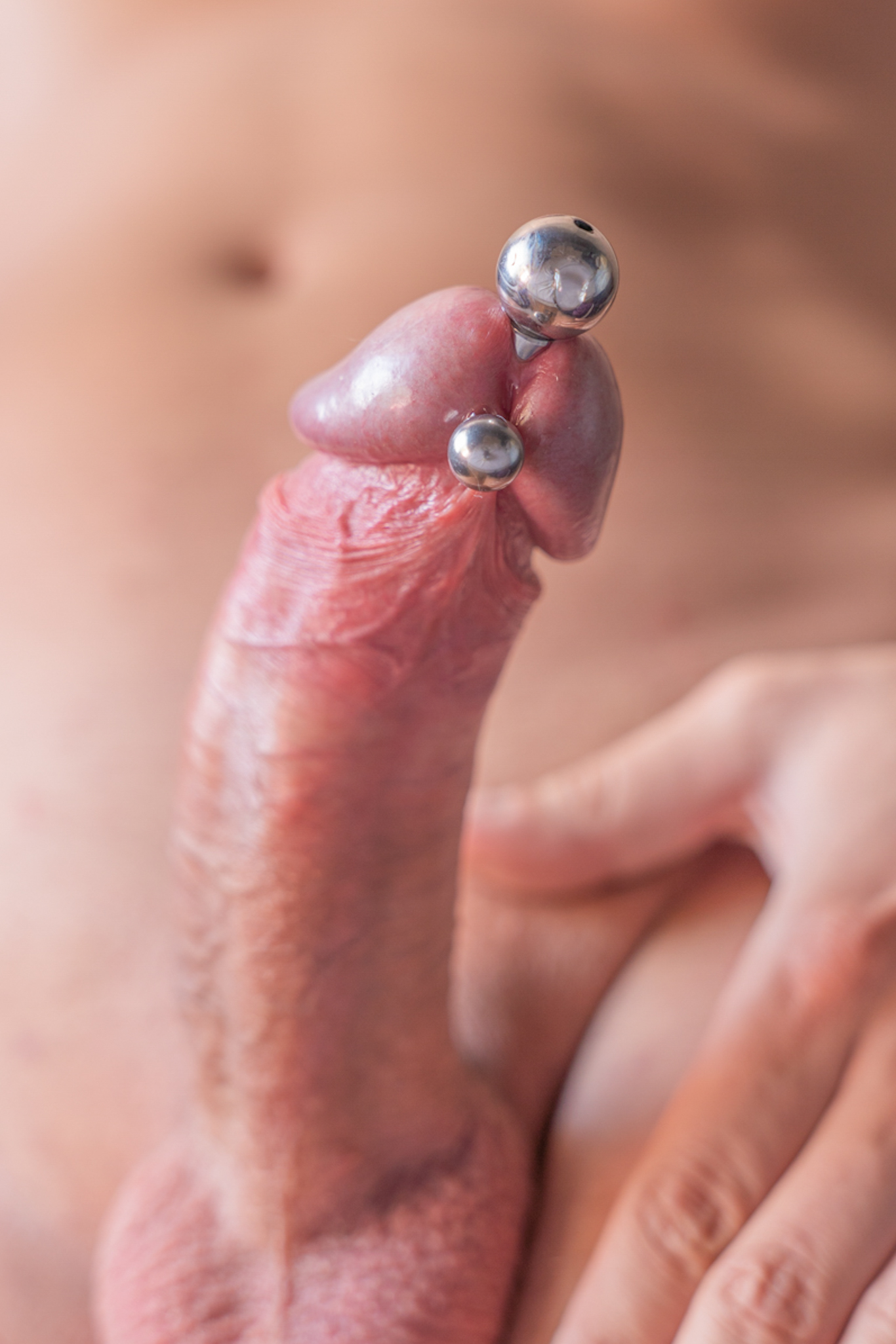
Прокол Принц Альберт з прикрасою «жезл принца»

Історія проколів геніталій була сильно спотворена через поширення статті Дуга Маллоя «Зведення про пірсинг тіла і геніталій», що містила велику кількість поширених міських легенд, зокрема, міф про те, що Принц Альберт винайшов однойменний вид пірсингу, щоб приховати розміри свого великого члена під одягом. Однак збереглися свідчення про поширення практики проколювання геніталій у різних культурах до XX сторіччя. Камасутра часів держави Гуптів описує практику введення в крайню плоть пеніса спиць та інших об'єктів для посилення сексуальних відчуттів. Представники народу даяки з Борнео проколювали голівку пеніса осколками кісток із протилежною метою — для зниження сексуальної активності.

## Прикраса
У процесі носіння прокол Принц Альберт найчастіше розтягується щодо свого первісного розміру. Носіння прикраси занадто великої ваги та розміру може призвести до витончення тканин в області проколу та ненавмисної меатотомії. Додатково важка прикраса може спричинити дискомфортні відчуття та порушення статевої функції. Занадто маленька прикраса, навпаки, несе ризик вростання та міграції проколу.  Як стандартні прикраси для цього виду пірсингу використовуються прямі штанги, вигнуті штанги, кільця із застібкою-кулькою і спеціальна прикраса Жезл Принца.

### Жезл Принца

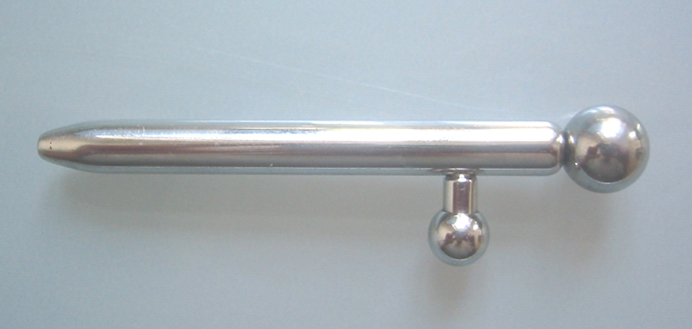
Жезл Принца

Прикраса Жезл Принца складається з порожнистої трубки з кришкою, що вкручується на кінці. Трубка вводиться в уретру, через прокол в ділянці вуздечки в трубу вставляється додатковий стрижень, який фіксує прикрасу в уретрі. Верхня кришка, як правило, виконана у формі кульки, може бути відкручена для сечовипускання без зняття прикраси.

## Наслідки
Після проколювання чоловіки іноді стикаються з проблемою підтікання під час сечовипускання, що призводить до необхідності мочитися сидячи. Підтікання відбувається не через новий отвір, а через напрям струменя по прикрасі, проте, при носінні прикраси малого діаметра, як і при знятті прикраси, деяка кількість сечі може виділятися через отвір, зроблений в області вуздечки. Як правило, прокол Принц Альберт не має негативного впливу на статеві функції. Деякі носії повідомляють про посилення та покращення сексуальних відчуттів у себе та партнерів. Жінки відчувають дискомфорт при зіткненні прикраси з шийкою матки. Подібний ефект може бути знижений при носінні як прикраси гладкого кільця. Зареєстровані випадки пошкодження презервативу пірсингом Принц Альберт.